# Medúza

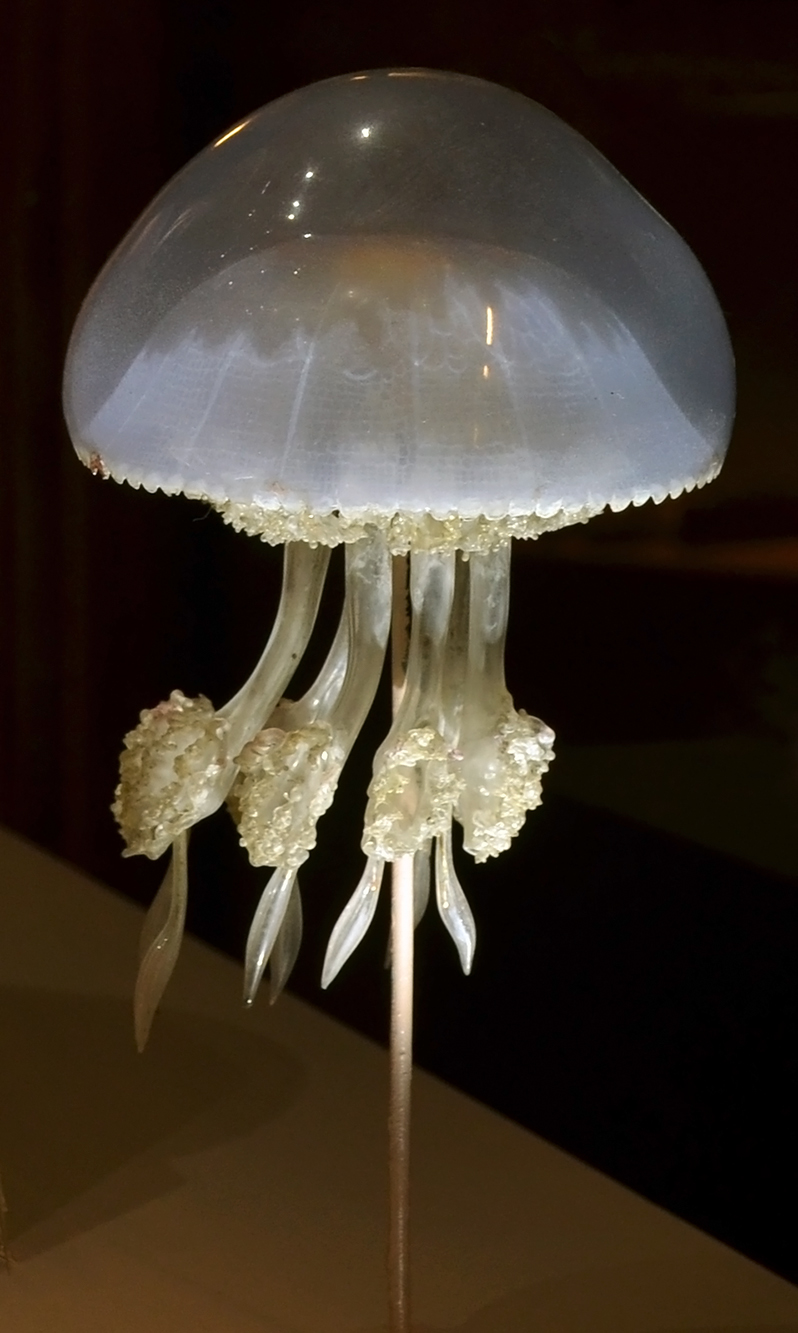
Medúza Rhizostoma pulmo

Medúza je stadium životního cyklu žahavců, přičemž prvním stadiem je polyp. Ve stadiu medúzy je tělo žahavců zvětšeno výrazně do šířky.
Medúza je také někdejší český rodový název některých žahavců.
Stadium medúzy dominuje v životním cyklu medúzovců a čtyřhranek. Nevyskytuje se např. u třídy korálnatců a skupin Hydrina (nezmaři) a Actinulida ze třídy polypovců. Ve třídě polypovců (Hydrozoa) se střídá polyp (zde zvaný hydropolyp) s medúzou (hydromedúza). 

## Popis
Medúzy mají různý tvar, jsou nejen zvonovité, ale i zploštělé (nahoře jen mírně vypouklé a dole jen málo vyduté). Horní plocha se nazývá exumbrella a spodní část subumbrella. Ústa se nacházejí ve spodní části. Trávicí dutina se skládá z láčky a paprsčitě umístěných kanálků, které směřují ven. Na okraji disku jsou smyslové orgány a chapadla. Medúzy mají rozptýlenou (difúzní) nervovou soustavu, umožňující souhru pohybu. Tato nervová soustava je vytvořena v podobě dvou vrstev, z nichž jedna je mezi epidermis a mezenchymovou vrstvou, druhá je uložena hlouběji, mezi mezenchymem a entodermální vrstvou trávicího epithelu (gastrodermu).
Největší medúza je zřejmě talířovka obrovská (Cyanea capillata), žijící v severním Atlantiku. Největší nalezení jedinci měli šířku dva metry a délku ramen 36,5 metrů. Délkou překonali i plejtváka, a jedná se tedy o druhého nejdelšího živočicha vůbec po trubýši pochybném.

## Odraz v kultuře
Medúzy popularizoval svými obrazy německý biolog Ernst Haeckel.